# Parcul Național Black-Canyon-of-the-Gunnison
Parcul Național Black-Canyon-of-the-Gunnison (engl. Black-Canyon-of-the-Gunnison-Nationalpark) este amplasat în vestul statului Colorado SUA. Parcul este traversat de Gunnison River, pe cursul lui fiind câteva canioane. Existența pereților verticali înalți se datorează rocilor extrem de dure, pe cursul râului se află un baraj, lacul de acumulare format fiind un loc de agreement pentru turiști. Există două intrări în parc, intrarea din sud se află la 23 km est de orășelul Montrose, iar intrarea din nord se află la 17 km de Crawford. Parcul a fost declarat monument al naturii în anul 1933 și din 1999 a devenit parc național. Pe lângă formele bizare de relief, în parc se poate admira flora și fauna existentă.